# Слухові кістки
Слухові́ кісточки́ (лат. ossicula auditus, ossicula auditiva) — кісткове утворення у порожнині середнього вуха наземних тварин (у тому числі й людини). В організмі людини слухових кісточок три: молоточок (malleus), коваделко (incus) і стремінце (stapes). Земноводні, плазуни та птахи мають всього одну кісточку — columella auris («вушний стовпчик»), яка упирається одним кінцем у барабанну перетинку, а другим — в овальне вікно внутрішнього вуха. Вона відповідає стремінцю ссавців і також сформувалась зі другої зяберної дуги риб. У ссавців з'являються ще дві кісточки: молоточок і коваделко, що утворюються з першої зяберної дуги (яка у рептилій формує частину щелепи — зчленівну і квадратну кістки).

## Походження

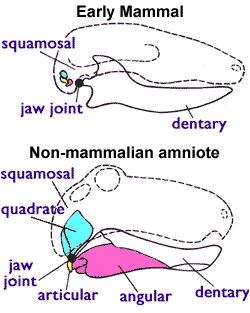
Кістки плазунів і птахів (Non-Mammalian amniote) і похідні від них слухові кістки ранніх ссавців (Early Mammal): жовтий колір — зчленівна кістка (молоточок), блакитний — квадратна кістка (коваделко). Вушний стовпчик і стремінце не показані, рожевим позначена кутова кістка

Слухові кісточки утворилися у процесі еволюції наземних хребетних зі зяберних дуг риб. У 1837 році німецький анатом Карл Рейхерт вивчав ембріони ссавців і плазунів, прагнучи розібратися у процесі формування черепа. Він виявив, що молоточок і коваделко ссавців відповідають фрагментам нижньої щелепи плазунів — зчленівній і квадратній кісткам; а значить, що та ж зяброва дуга ембріона, яка у ссавців утворює слухові кістки, у рептилій формує частину щелепи. Проте, це відкриття не було належним чином оцінено: воно випало на той час, коли у біології панували погляди на вічність та незмінність видів, а до виходу у світ «Походження видів» Ч. Дарвіна (1859) залишалося понад двадцять років. Остаточно зв'язок слухових кісток ссавців з кісткою нижньої щелепи плазунів був доведений наприкінці XIX-початку XX століття. Вільям Кінг Грегорі (англ. William King Gregory), співробітник Музею Природознавства у Нью-Йорку, вивчав викопних звіроящерів, знайдених у Південній Африці і Росії. Простежуючи зміни їхнього скелета з давніших форм до пізніших, він встановив, що кістки задньої частини щелепи (зчленівна кістка і квадратна кістка) у процесі еволюції поступово зміщалися та зменшувалися, поки нарешті не перетворилися на дві слухових кісточки ссавців — молоточок з коваделком. У 1910—1912 роках Ернст Гаупп приставив ще більш доказів зв'язку між щелепними кістками плазунів і слуховими кісточками звірів. Таким чином, колишні фрагменти нижньої щелепи плазунів стали слугувати їхнім нащадкам — ссавцям для кращого сприймання звуків. Стремінце — найдавніша за походженням слухова кісточка, вона присутня у всіх наземних хребетних (земноводних, плазунів, птахів, ссавців), утворившись у процесі еволюції з другої зяберної дуги риб (так, в організмі акул стремінцю (вушному стовпчику) відповідає великий хрящ, що з'єднує верхню щелепу з черепною коробкою). Пройшовши довгий шлях еволюційного розвитку, фрагмент верхньої щелепи поступово зменшився і став слуховою кісткою.

## Функція
Поява слухової кісточки у перших наземних хребетних (земноводних) пов'язана з необхідністю посилювати звукові коливання, що йдуть до внутрішнього вуха: повітря є значно гіршим провідником звуку, ніж вода. Система з трьох зчленованих кісток у ссавців уможливлює їм сприймати звуки вищих частот, ніж іншим хребетним.

## Див. докладніше
- Молоточок
- Коваделко
- Стремінце